# Le Monde des vampires
Pour plus de détails, voir Fiche technique et Distribution.
Le Monde des vampires (El mundo de los vampiros) est un film d'épouvante fantastique mexicain d'Alfonso Corona Blake sorti en 1961.

## Synopsis
Le film raconte l'histoire d'un vampire, le comte Sergio Subotai, qui cherche à se venger du descendant d'une famille ennemie. Le héros est un musicien (joué par Mauricio Garcés) qui sait jouer un morceau de musique capable de tuer les vampires.

## Fiche technique
- Titre original mexicain : El mundo de los vampiros[1]
- Titre français : Le Monde des vampires[2]
- Réalisation : Alfonso Corona Blake
- Scénario : Ramón Obón, Alfredo Salazar, Jesús Murcielago Velázquez, Raúl Zenteno
- Photographie : Jack Draper
- Montage : Alfredo Rosas Priego
- Musique : Gustavo César Carrión
- Décors : Javier Torres Torija
- Maquillage : Elda Loza
- Production : Abel Salazar
- Société de production : Cinematográfica ABSA
- Pays de production :  Mexique
- Langue originale : espagnol
- Format : Noir et blanc - 1,37:1 - Son mono - 35 mm
- Genre : Film d'épouvante
- Durée : 83 minutes
- Date de sortie : 
  - Mexique : 2 novembre 1961
  - France : 5 janvier 2004 (DVD)

## Distribution
- Guillermo Murray (es) : Comte Sergio Subotai
- Mauricio Garces (es) : Rudolph
- Erna Martha Baumann : Martha
- Sylvia Fournier : Leonora
- Alfredo W. Barron : le serviteur du bossu
- Jose Baviera : le père des filles
- Mary Carmen Vela : une invité à la fête
- Alicia Moreno : une invité à la fête
- Yolanda Margain : la femme enlevée
- Carlos Nieto : le mari enlevé